# Lost in Forever
Lost in Forever je druhé studiové německé symfonicmetalové hudební skupiny Beyond the Black. Vydáno bylo 12. února 2016 vydavatelstvím Airforce1 Records a jeho producentem byl německý hudebník Sascha Paeth. Po pár měsících, v červenci 2016 oznámila skupina svůj rozpad. Z původních členů zůstala pouze zpěvačka Jennifer Haben, která se rozhodla pokračovat pod jménem Beyond the Black s novou sestavou.

## Seznam skladeb
| Pořadí         | Název             | Délka |
| -------------- | ----------------- | ----- |
| 1.             | Lost in Forever   | 04:48 |
| 2.             | Beautiful Lies    | 04:09 |
| 3.             | Written in Blood  | 04:21 |
| 4.             | Against the World | 04:06 |
| 5.             | Beyond the Mirror | 04:15 |
| 6.             | Halo of the Dark  | 04:22 |
| 7.             | Dies Irae         | 04:02 |
| 8.             | Forget My Name    | 06:05 |
| 9.             | Burning in Flames | 04:15 |
| 10.            | Nevermore         | 04:18 |
| 11.            | Shine and Shade   | 06:14 |
| 12.            | Heaven in Hell    | 04:27 |
| 13.            | Love's a Burden   | 03:41 |
| Celková délka: | Celková délka:    | 59:02 |

## Obsazení
- Jennifer Haben – zpěv
- Christopher Hummels – kytara
- Nils Lesser – kytara
- Erwin Schmidt – basová kytara
- Michael Hauser – klávesy
- Tobias Derer – bicí